# Formes à demi et pleine chasse
 (juillet 2017).
Si vous disposez d'ouvrages ou d'articles de référence ou si vous connaissez des sites web de qualité traitant du thème abordé ici, merci de compléter l'article en donnant les références utiles à sa vérifiabilité et en les liant à la section « Notes et références ».

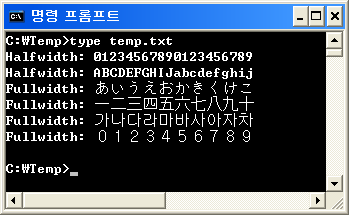
Terminal de DOS affichant des caractères pleine chasse (fullwidth) et des caractères demi-chasse (halfwidth).

Les caractères graphiques informatiques des codages chinois, japonais et coréen (CJC) sont traditionnellement classés par caractères pleine chasse (全角 en chinois simplifié, 全形 en chinois traditionnel, 전각 jeongag en coréen, 全角 zenkaku en japonais) ou demi-chasse (半角 en chinois simplifié, 半形 en chinois traditionnel, 반각 bangag en coréen, 半角 hankaku en japonais). Dans les fontes à chasse fixe, les caractères demi-chasse occupent la moitié de la chasse des caractères pleine chasse.
Dans les terminaux informatiques ou certaines applications, les caractères sont affichés dans une grille, le plus souvent de 80 colonnes par 24 ou 25 lignes. Pour des raisons pratiques et esthétiques, les caractères CJC occupent deux colonnes chacun (appelés « cellule de rendu ») tandis que les caractères des écritures occidentales et certains caractères japonais ou coréens occupent une colonne (appelé « demie cellule de rendu »).
Dans certains codages CJC à codage mixte sur 1 ou 2 octets, comme le Shift-JIS, ces caractères pleine chasse sont typiquement codés sur deux octets, les caractères demi-chasse sont codés sur un octet, et les deux formes de certains caractères sont codées comme deux caractères distincts.
Ces codages mixtes dupliquent habituellement l’ASCII pour les caractères à un octet et codent les autres caractères sur deux octets.

## Unicode
Pour assurer la compatibilité avec les codages mixtes possédants les formes demi et pleine chasse de certains caractères, ces caractères ont été codés dans Unicode dans le bloc FF00-FFEF intitulé Formes à demi et pleine chasse.
Pour les autres caractères, Unicode définit la propriété East_Asian_Width permettant de déterminer le type de chasse selon le contexte . Sa valeur peut être :
- Ambiguous (A) – ambigu
- Fullwidth (F) – pleine chasse
- Halfwidth (H) – demi-chasse
- Narrow (Na) – étroit
- Neutral (N) – neutre
- Wide (W) – large

### Tables des caractères Unicode
| en fr  | 0       | 1  | 2  | 3  | 4  | 5  | 6  | 7  | 8  | 9  | A  | B  | C  | D  | E  | F  |
| ------ | ------- | -- | -- | -- | -- | -- | -- | -- | -- | -- | -- | -- | -- | -- | -- | -- |
| U+FF00 |         | ！ | ＂ | ＃ | ＄ | ％ | ＆ | ＇ | （ | ） | ＊ | ＋ | ， | － | ． | ／ |
| U+FF10 | ０      | １ | ２ | ３ | ４ | ５ | ６ | ７ | ８ | ９ | ： | ； | ＜ | ＝ | ＞ | ？ |
| U+FF20 | ＠      | Ａ | Ｂ | Ｃ | Ｄ | Ｅ | Ｆ | Ｇ | Ｈ | Ｉ | Ｊ | Ｋ | Ｌ | Ｍ | Ｎ | Ｏ |
| U+FF30 | Ｐ      | Ｑ | Ｒ | Ｓ | Ｔ | Ｕ | Ｖ | Ｗ | Ｘ | Ｙ | Ｚ | ［ | ＼ | ］ | ＾ | ＿ |
| U+FF40 | ｀      | ａ | ｂ | ｃ | ｄ | ｅ | ｆ | ｇ | ｈ | ｉ | ｊ | ｋ | ｌ | ｍ | ｎ | ｏ |
| U+FF50 | ｐ      | ｑ | ｒ | ｓ | ｔ | ｕ | ｖ | ｗ | ｘ | ｙ | ｚ | ｛ | ｜ | ｝ | ～ | ｟ |
| U+FF60 | ｠      | ｡  | ｢  | ｣  | ､  | ･  | ｦ  | ｧ  | ｨ  | ｩ  | ｪ  | ｫ  | ｬ  | ｭ  | ｮ  | ｯ  |
| U+FF70 | ｰ       | ｱ  | ｲ  | ｳ  | ｴ  | ｵ  | ｶ  | ｷ  | ｸ  | ｹ  | ｺ  | ｻ  | ｼ  | ｽ  | ｾ  | ｿ  |
| U+FF80 | ﾀ       | ﾁ  | ﾂ  | ﾃ  | ﾄ  | ﾅ  | ﾆ  | ﾇ  | ﾈ  | ﾉ  | ﾊ  | ﾋ  | ﾌ  | ﾍ  | ﾎ  | ﾏ  |
| U+FF90 | ﾐ       | ﾑ  | ﾒ  | ﾓ  | ﾔ  | ﾕ  | ﾖ  | ﾗ  | ﾘ  | ﾙ  | ﾚ  | ﾛ  | ﾜ  | ﾝ  | ﾞ  | ﾟ  |
| U+FFA0 | B H D-C | ﾡ  | ﾢ  | ﾣ  | ﾤ  | ﾥ  | ﾦ  | ﾧ  | ﾨ  | ﾩ  | ﾪ  | ﾫ  | ﾬ  | ﾭ  | ﾮ  | ﾯ  |
| U+FFB0 | ﾰ       | ﾱ  | ﾲ  | ﾳ  | ﾴ  | ﾵ  | ﾶ  | ﾷ  | ﾸ  | ﾹ  | ﾺ  | ﾻ  | ﾼ  | ﾽ  | ﾾ  |    |
| U+FFC0 |         |    | ￂ  | ￃ  | ￄ  | ￅ  | ￆ  | ￇ  |    |    | ￊ  | ￋ  | ￌ  | ￍ  | ￎ  | ￏ  |
| U+FFD0 |         |    | ￒ  | ￓ  | ￔ  | ￕ  | ￖ  | ￗ  |    |    | ￚ  | ￛ  | ￜ  |    |    |    |
| U+FFE0 | ￠      | ￡ | ￢ | ￣ | ￤ | ￥ | ￦ |    | ￨  | ￩  | ￪  | ￫  | ￬  | ￭  | ￮  |    |